# Circonscription Woreda 1-9
La circonscription Woreda 1-9 est une des 23 circonscriptions législatives de la ville-région d'Addis-Abeba. Son représentant actuel est Feleqe Yemer Meshesha.